# Nesomyrmex vargasi
Nesomyrmex vargasi es una especie de hormiga del género Nesomyrmex, tribu Crematogastrini, familia Formicidae. Fue descrita científicamente por Longino en 2006.
Se distribuye por Costa Rica. Se ha encontrado a elevaciones de hasta 1100 metros. Habita en bosques húmedos.